# Laurence Stephen Lowry
Laurence Stephen Lowry, conhecido como L.S. Lowry (Stretford, 1 de novembro de 1887 - Glossop, 23 de fevereiro de 1976) foi um pintor modernista inglês.
Estudou em Londres, onde, numa oficina independente, trabalhou e prosperou até aos 65 anos, quando se retirou da "alta roda" da cultura britânica.
Expôs regularmente na cidade de Manchester, durante a década de 20, época em que o seu trabalho adquiriu maior reconhecimento.
As suas obras, aliás, tornaram-se famosas por representarem vulgarmente sublimes paisagens industriais e o movimento frenético das cidades inglesas no início do século. Esta particularidade manteve-se até à década de 40.
No ano em que morreu, foi igualmente feita uma larga exibição retrospectiva na Real Academia, em Londres.
Entre os seus quadros mais conhecidos estão A luta, Fábrica na cidade e Cena de fábrica, tal como Uma velha mulher e Os velhos prédios.